# Colt M1911
M1911 este un pistol semi-automat, operat prin recul, care a servit ca pistol standard pentru Forțele Armate ale Statelor Unite între 1911-1985. Acesta a fost folosit pentru prima dată în etapele ulterioare ale Războiului filipinezo - american, și a fost utilizat pe scară largă în Primul război mondial, Al doilea război mondial , Războiul din Coreea, și Războiul din Vietnam. M1911 este încă folosit de către unele forțe americane. În total au fost produse 2,7 milioane de pistoale M1911 și M1911A1 în contracte militare în timpul serviciului său. M1911 a fost înlocuit de pistolul Beretta M9 ca pistol standard al SUA până la începutul anilor 1990, dar, datorită popularității sale în rândul utilizatorilor, acesta nu a fost complet eliminat. Variante derivate modernizate ale M1911 sunt încă în uz de către unele unități ale armatei SUA.